# Военно-авиационный университет имени маршала Арменака Ханферянца
Военно-авиационный (Военный авиационный) университет имени маршала Арменака Ханферянца (Ханперянца) МО РА (арм. ՀՀ ՊՆ Արմենակ Խանփերյանցի անվան ռազմական ավիացիոն համալսարան) — высшее учебное заведение в Нор-Ачине, Армения, находящееся в составе Министерства обороны Армении (МО РА).

## История
В 1992 году Министерству обороны Армении были переданы аэропорт Арзни и республиканский аэроклуб. В 1993 году на их основе был образован Военно-авиационный учебный центр МО РА (арм. ՀՀ ՊՆ ռազմաավիացիոն ուսումնական կենտրոն). В 1994 году он сменил название на Ереванское военно-авиационное лётно-техническое училище (Երեւանի ռազմական ավիացիոն թռիչքատեխնիկական ուսումնարան). В 1995 году из училища выпустились первые обучавшиеся эксплуатации авиационной техники, а в 1996 году — собственно авиации.
В 2001 году училище было реорганизовано в Военно-авиационный институт МО РА (ՀՀ ՊՆ ռազմական ավիացիոն ինստիտուտ) — высшее учебное заведение с 4-летним обучением. В 2002 году в институте началось обучение эксплуатации средств связи, в 2005 году — эксплуатации зенитных комплексов и радиолокационных комплексов ПВО. В 2004 году в институте были организованы факультеты авиации, связи и общеобразовательных дисциплин. С 2005 года институт носит имя маршала Арменака Ханферянца (Сергея Худякова). В 2006 году из института выпустились первые обучавшиеся по 4-летней системе.
С 2008 года институт проводит военную подготовку для обучающихся педагогике и психологии в Армянском государственном педагогическом университете имени Хачатура Абовяна (АГПУ). В 2011 году в институте открылись годичные курсы для имеющих высшее образование, в 2012 году институт начал принимать на них женщин. В 2012 году в институте были утверждены государственные образовательные стандарты, а в 2013 году было организовано обучение по кредитной системе. В 2014 году институт начал принимать женщин в бакалавриат.
В 2016 году институт был преобразован в Военно-авиационный университет имени маршала Арменака Ханферянца. В 2023 году объединён с Военным университетом имени Вазгена Саркисяна в Военную академию имени Вазгена Саркисяна МО РА.

## Описание
В университете имеется бакалавриат на 4 и 5 лет по 13 специальностям, проходящее на факультетах авиации, связи и ПВО, а также на общеобразовательном факультете. Также производится обучение на годичных офицерских курсах на факультетах связи и ПВО и на онлайн-курсах на факультете авиации.

## Руководители
- 1994[3]—2021[6]: Даниел Балаян[арм.].